# Ацетилсалицилова киселина
Ацетилсалициловата киселина, позната още с търговските наименования аспирин (Aspirin е запазена марка на Bayer), ацетизал, ацетилин и мн. др., е лекарство от семейството на салицилатите. Успокоява болката, сваля високата температура, премахва възпалението при ревматични и други заболявания. Тя е типично нестероидно противовъзпалително средство. Има противосъсирващо действие и се използва дългосрочно в ниски дози за предпазване от сърдечен удар и рак.
Ацетилсалициловата киселина е синтезирана за пръв път през 1897 г. от немския химик Феликс Хофман, служител на фирмата Bayer (който търси по-ефикасно и поносимо антиревматично лекарство за баща си).
Дългосрочното приемане на аспирин в малки дози блокира необратимо производството на тромбоксан А2 в тромбоцитите, потискайки по този начин слепването на тромбоцитите. Това „разреждащо“ кръвта свойство го прави полезен за намаляване на вероятността от сърдечен удар. Медикаментът се произвежда за тази цел обикновено във формата на разтворими таблетки от 75 или 81 mg и се нарича понякога „аспирин за деца“. Веднага след остър сърдечен удар също се дават големи дози аспирин. Те могат да потиснат синтеза на протромбин и така да осъществят втори, различен противосъсирващ ефект.
Съществуват данни за известно противотуморно действие 
Неясни, противоречиви са данните за повлияването на половите хормони от продължителен прием на ацетилсалицилова киселина. Някъде в САЩ го наричат „тестостерона на бедните“ и много младежи го приемат във високи дози, за да заякнат. Други проучвания (не достатъчно достоверни) показват, че тя намалява количеството на половите хормони.
Според официални данни около 7600 души загиват годишно от прием на НПВС и в частност – аспирин. 
Всяка година се отчитат фатални случаи от предозиране на аспирин, но в повечето случаи употребата му е полезна. Най-важните нежелани странични ефекти, особено ако се приема в големи дози, са проблеми със стомаха и червата (включително язви и кървене на стомаха) и тинитус (шум в ушите). Друг страничен ефект, дължащ се на противосъсирващите му свойства е увеличеното кървене по време на менструация. Тъй като е установена връзка между аспирина и синдрома на Рей, той вече не се използва за борба с грипоподобни симптоми и варицела при децата.
Установено е, че разтвор на ацетилсалициловата киселина (съотношение – 1 литър вода за таблетка аспирин от 500 mg) запазва цветята във вазата свежи по-дълго и помага на растежа на растенията, като предотвратява много от характерните за тях болести. По-концентрирани разтвори на ацетилсалициловата киселина могат да увредят растенията.
Употребява се и при консервиране на зеленчуци в домашни условия, но лекари и диетолози не препоръчват тази практика.